# Giuseppe Amisani

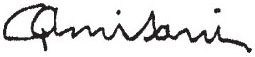
podpis Giuseppe Amisani

Giuseppe Amisani znany jako Malarz Królów (ur. 7 grudnia 1881 w Mede, zm. 8 września 1941 w Portofino) – włoski malarz portrecista z okresu belle époque zwany "malarzem królów". W roku 1927 uczestniczył w wenecjańskim biennale.
Miasto Portofino na drodze prowadzącej do morza poświęcił publiczną marmurowa tablica.

## Muzea
Jego prace są wystawiane w kilku muzeach, m.in. w: 
- Galeria Uffizi, Florencja
- Muzeum w Palazzo Pitti, Florencja
- Muzeum teatru la Scala, Mediolan
- Galeria Sztuki Współczesnej,  Mediolan
- Museo di Santa Giulia, Brescia
- Museu de Arte de São Paulo, Brazylia
- Galeria Sztuki Współczesnej w Piacenza Oddiego Ricci
- Museo de Arte włoski, Lima, Peru
- Kolekcje sztuki w Narodowe Muzeum Nauki i Technologii im. Leonarda da Vinci w Mediolanie
- Muzeum w Monza
- Galeria Sztuki Współczesnej (Genua)
- Pałac Królewski, Ras el-Tin, Aleksandria, Egipt
- Museo Civico Villa dei Cedri, Bellinzona (Szwajcaria)

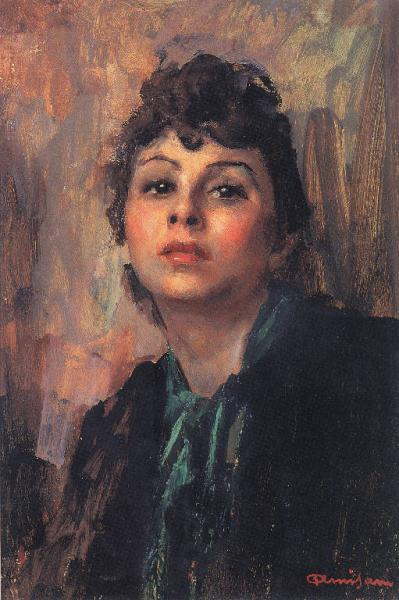
La Modella, circa. 1910
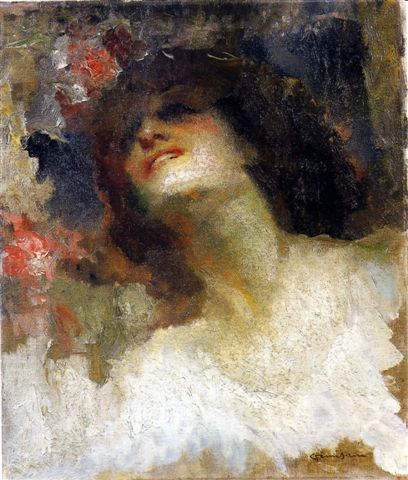
Ritratto di donna
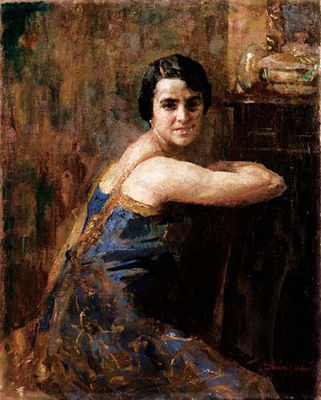
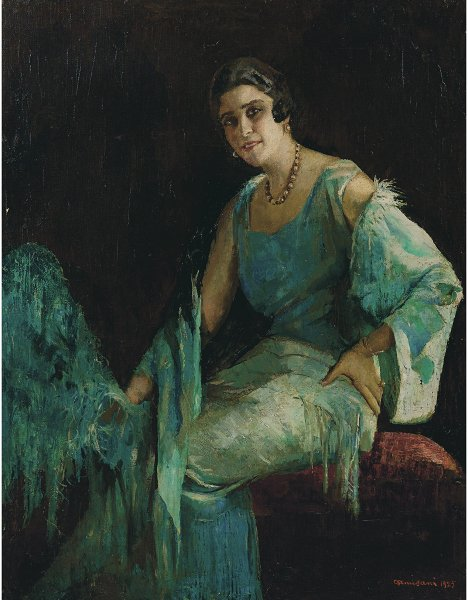
Vera Vergani
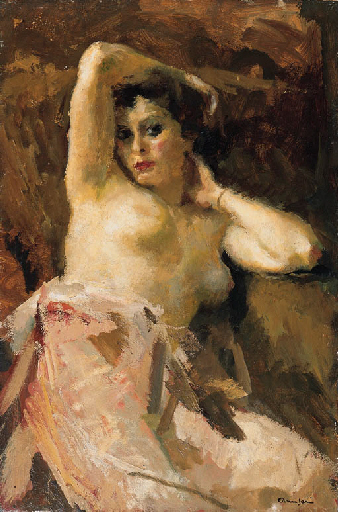
Nudo di donna
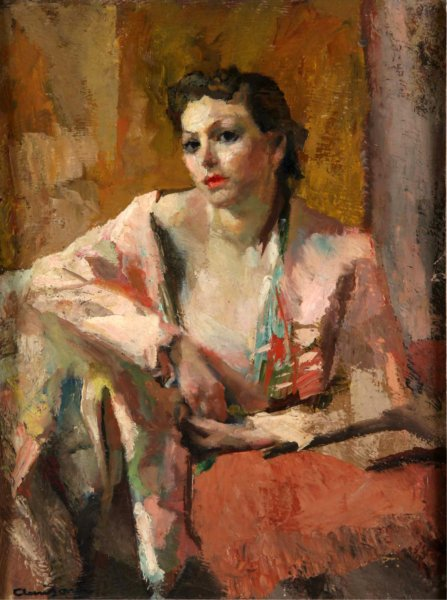
Riri in rosa
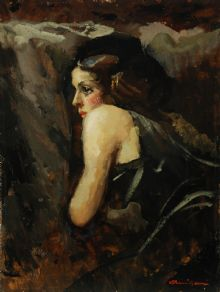

## Rynek sztuki
Giuseppe Amisani został uznany za jednego z najważniejszych artystów swojej epoki na arenie międzynarodowej. Obecnie olej na tekturze autorstwa Amisaniego często sprzedawany jest za kwotę od 15 000 do 80 000 euro, jednak niektóre galerie sztuki wystawiają jego prace nawet za cenę sięgającą 15 milionów euro. 
Najcenniejsze i najbardziej poszukiwane dzieła Giuseppe Amisaniego to portrety kobiet.

## Wystawy
Amisani uczestniczył w wystawach w Londynie, Stanach Zjednoczonych, Mediolanie, Rzymie, Wenecji, Buenos Aires, Lima, São Paulo i Kairze. Są to:
- Rirì la sciantosa e le altre. Ritratti di donne nella pittura di Giuseppe Amisani (1879-1941), Galleria Civica di Bari, 2012[2].
- From the Collection of the Uffizi Gallery, Beijing (2010) and Changsha (2011) Chiny[3].
- Giuseppe Amisani, Il pittore dei Re ("Giuseppe Amisani, the painter of the Kings"), Castello Sforzesco, Vigevano, Pavia, Italy, 2008.[4]
- Da Pellizza a Carrà: artisti e paesaggio in Lomellina, Vigevano, Italy, 1951[3].
- Industria, arte e moda in Lombardia: 1830-1945, Castello di Masnago, 1951[5].
- Antonio Mancini, 1852-1930 : il collezionismo del suo tempo in Lombardia, Accademia Tadini, Lovere, 1951.
- Il Novecento a Palazzo Isimbardi: nelle collezioni della Provincia di Milano, Raffaele De Grada, Palazzo Isimbardi of the Province of Milano, Italian Government.
- Mostra Commemorativa di Giuseppe Amisani, Memorial Exhibition of Giuseppe Amisani, Mediolan, 1951,.[6]
- Venice Biennale, XVII Esposizione Internazionale d'arte, Wenecja, 1927[3].
- Exotic Egyptian views, Arlington Gallery, Bond Street, Londyn, England, UK, 1927.
- Individual exhibition of the painter Giuseppe Amisani, Galleria Pesaro, Mediolan, 1923.
- Individual exhibition of the painter Giuseppe Amisani, Londyn, 1923.
- Giuseppe Amisani e Amedeo Bocchi, Esposizione di Belle Arti di Brera, Brera Academy, Milan, 1912.